# Romariz (Abadín)
Romariz o San Juan de Romariz (llamada oficialmente San Xoán de Romariz) es una parroquia española del municipio de Abadín, en la provincia de Lugo, Galicia.

## Localización
Se ubica al NE de la capital del concejo, a orillas del río Espiñarcao, entre los montes de Cea y Arnoso. Es atravesado por las carretera CP-01-09 y CP-01-01. Su capital es Espiñarcao.

## Organización territorial
La parroquia está formada por veintinueve entidades de población, constando doce de ellas en el nomenclátor del Instituto Nacional de Estadística español:

### Entidades de población
Entidades de población que forman parte de la parroquia:
- A Campa Vella
- A Fieitiña
- A Fonte
- A Fraga Vella
- A Pedreira
- Ares (Os Ares)
- Arriba
- A Rúa
- As Cabeceiras
- As Samargosas
- As Xunqueiras
- A Valiña de Freire
- Barreiro (O Barreiro)
- Bidueiro (O Bidueiro)
- Cepo (O Cepo)
- Cruceiro (O Cruceiro)
- Curraíño (O Curraíño)
- Currás (Os Currás)
- Espiñarcao
- Lama Grande
- O Concello
- O Costeiro
- O Requeixo
- Os Anellos
- Os Regos
- O Xaral
- Porto do Río
- Valiña (A Valiña)

### Despoblado
Despoblado que forma parte de la parroquia:
- Choi

## Demografía
| Gráfica de evolución demográfica de Romariz entre 2000 y 2019 |
|                                                               |
| Datos según el nomenclátor publicado por el INE.              |

## Naturaleza
En la parroquia predominan bosques de tipo atlántico, entre prados y campos verdes. Se ubica bosques de abetos en los montes de Santa Cruz; y bosques de ribera a la altura de Choi, en el río Espiñarcao.